# Anzoátegui (paroisse civile)
Pour les articles homonymes, voir Anzoátegui.
Anzoátegui est l'une des huit paroisses civiles de la municipalité de Morán dans l'État de Lara au Venezuela. Sa capitale est Anzoátegui.

## Géographie

### Démographie
Hormis sa capitale Anzoátegui, la paroisse civile comporte plusieurs localités, dont :
- Anzoátegui
- Quebrada de Ojo
- Sabana Grande
- Sanarito